# Főnix

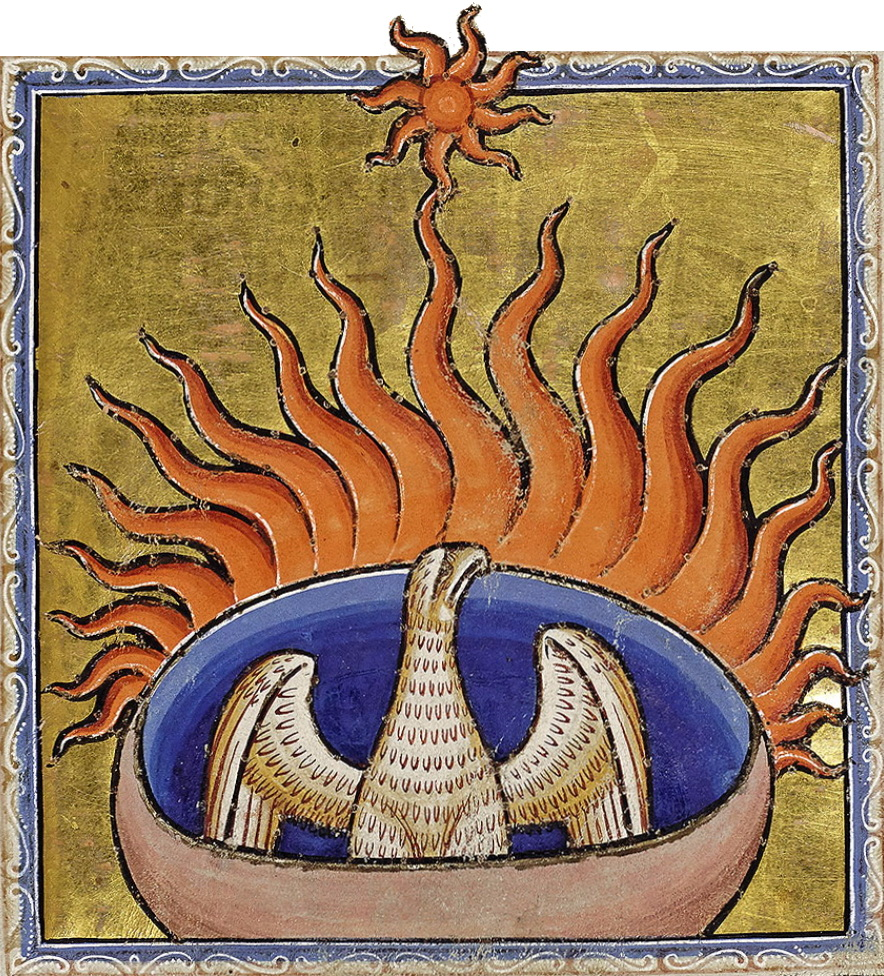
A főnix az Aberdeeni Bestiáriumban

A főnix (görög: Φοῖνιξ) mitikus tűzmadár, mely eredetileg az egyiptomi mitológia egyik teremtménye volt.
Legendái szerint a főnix 500, 1461 vagy 15 294 évig élt (attól függően, milyen eredetű forrásban olvasunk róla). Legismertebb leírása szerint a főnix gyönyörű vörös-arany tollazatú hím madár, mely élete végén fahéj-ágacskákból fészket épít, meggyújtja, és vele együtt porrá ég. A hamvakból ezután egy új, fiatal főnix születik, amely bebalzsamozza az öreg főnix maradványait egy mirhából készült tojásba, és eltemeti Héliopoliszban, a „nap városában”.
Az egyiptomiak a főnixet (egyiptomi nyelven: benu) gólya- vagy gémszerű madárnak tartották. A Halottak Könyve és más szent óegyiptomi szövegek tanúsága szerint Héliopolisz egyik szent szimbóluma volt, és szoros összefüggésben állt a felkelő nappal és a napistennel, Rével.
A görögök átvették a benu megnevezést (és a homonima másik jelentését, a datolyapálmát is), mely később egyenértékűvé vált saját phoinix szavukkal, ami Fönícia nevéből eredt, bíborvöröset jelentett. A görög és római ábrázolások a madarat inkább pávához vagy sashoz hasonlónak mutatták. A görögök szerint a főnix Arábiában élt egy kút mellett, hajnalban megfürdött a kút vizében, Apollón pedig megállította kocsiját, a napot az égen, hogy hallgassa énekét.
Kínában a Hunan tartománybéli régészeti kutatóintézet munkatársai szerint Kínában már 7400 évvel ezelőtt hittek a főnixmadár létezésében. He Gang a kutatóintézet vezette a Gaoming emlékeknél folyó leletmentést, a talált leletek a kutatók szerint vallásos szertartáshoz kapcsolódhattak. Az újkőkorszaki helyszínen találtak egy vázát, melynek mintázatán a főnixmadár látható.
A kínai főnixmadár inkább hasonlít egy pávára vagy fácánra. A kínai kultúrában az égi kegyelem jelképe volt. Feltételezhető, hogy eredetileg az ég uralkodójának küldöttét, a szélistent jelölte, így válhatott később a madarak királyává. Amely asszonyoknak álmukban megjelent a főnixmadár, kiváló, erényes fiaik születtek.
A mítoszra Shakespeare is utal A vihar című drámájában.
A főnix a feltámadás és az örök élet jelképeként a korai keresztény irodalom egyik népszerű témájává vált. A korai keresztények hittek benne, hogy a madár tényleg létezik.
Egy feltételezés szerint a főnixmadár mondáját egy kelet-afrikai madárfaj ihlette. A madár olyan sós síkságokon fészkel, melyen tojásai vagy fiókái nem tudnának életben maradni, ezért magas dombot épít, mely megtartja a tojást. A körülötte felszálló meleg levegő a lángok által felmelegített levegőre hasonlít.
Egyébként angol formájában (ti. Phoenix) férfi, illetve női névként is előfordul.

## Filmekben, könyvekben
A Marvel amerikai képregénykiadó X-MEN című sorozatának egyik főszereplője, Jean Grey álneve volt Főnix. A történet szerint a tűzmadár egy kozmikus istenség, aki az X-MEN-ek egyik kalandja során beköltözött Jean Grey, alias Csodalány testébe, így az megkapta az emberfeletti erejét. Sokáig tevékenykedett Főnix néven, de a Pokoltűz Klub a saját céljaira akarta felhasználni, ezzel kárhozatba taszítva Jean Grey-t. Így benne elszabadult a Főnix sötét oldala, immár Sötét Főnix néven tevékenykedett tovább, többek közt elpusztított egy csillagot több lakott bolygójával együtt. Charles Xavier mentális csatát vívott Jean-nel, így vissza tudta szorítani a Sötét Főnix-énjét. Ezután a Siar Birodalom elrabolta mindannyiukat, Jean-t és az egész X-MEN-t, és követelték a Főnix halálát. A csapat megküzdött a birodalom glatiátoraival Jean Grey életéért, de alul maradtak, így egy speciális gép segítségével el lett távolítva Jean Grey-ből a Főnix-entitás.
Ray Bradbury Fahrenheit 451 című regényében a főnix a társadalmak felemelkedésének és bukásának jelképe is volt.
A Harry Potter sorozatban Albus Dumbledore-nak van egy csodálatos főnixe, Fawkes, melyet háziállatként tart. A Dumbledore által alapított szervezet, a Főnix Rendje is a madár nevét viseli.
A Narnia Krónikái mozifilmben, mely C. S. Lewis, Az oroszlán, a boszorkány és a különös ruhásszekrény könyvén alapul, egy főnixmadár száll le a csatamezőre, majd borítja lángra a boszorkány serege előtti vonalakat, így fedezve Peter seregének visszavonulását.
A Legacies sorozatban Landon Kirby egy félfőnix, édesanyja ember édesapja egy mítikus lény Malivore aki genetikai kódjából átadta Landon részére a Főnix genom csoportot. Halála után nem sokkal meggyullad, majd újraéled hamvaiból, a halálára pontosan emlékszik, és élete is lepereg előtte, jelenleg nincs ismert tárgy vagy módszer amivel meg lehetne ölni így halhatatlannak számít. Nem rendelkezik emberfeletti erővel vagy gyorsasággal. Bár kezdetben csak levitációra volt képes, a későbbiekben repülni is tud amely formájában szárnyai tűzből képződnek.